# Gare de Cognac
Gare de Cognac vasútállomás Franciaországban, Cognac településen.

## Vasútvonalak
Az állomást az alábbi vasútvonalak érintik:
- Beillant-Angoulême-vasútvonal

## Kapcsolódó állomások
A vasútállomáshoz az alábbi állomások vannak a legközelebb:
- Gare de Beillant
- Gare de Jarnac-Charente